# Chelonistele sulphurea
Chelonistele sulphurea es una especie de orquídea epifita  originaria de  África.

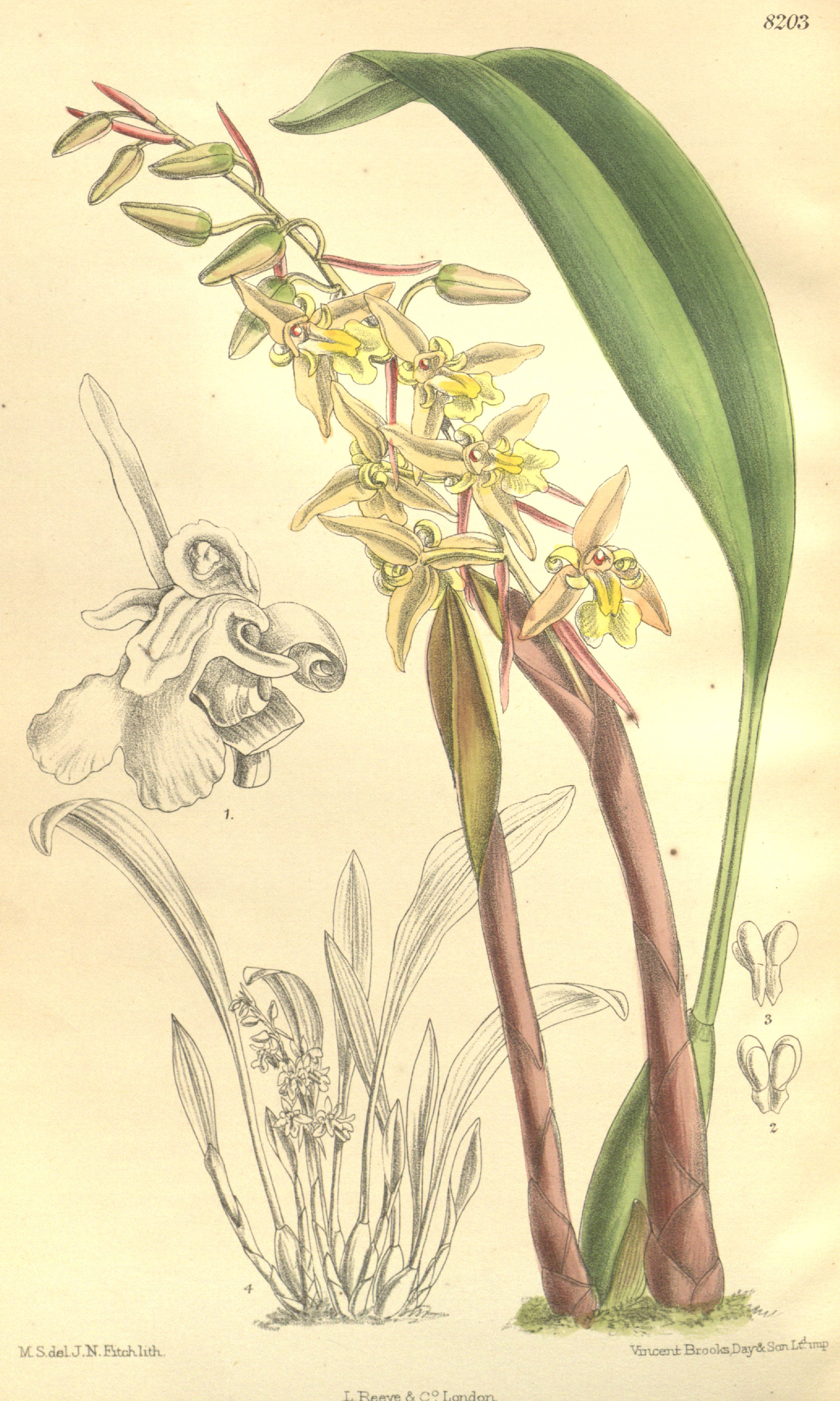
Ilustración

## Descripción
Es una orquídea de  mediano tamaño, con hábitos epífitos con pseudobulbos hinchados o delgados que llevan 1-2 hojas apicales, estrechamente lanceoladas a obovadas-lanceoladas, agudas, pecioladas. Florece en la primavera en una inflorescencia  erecta, de 20 cm de largo, con 7 a 15 flores fragantes que surgen de un nuevo pseudobulbo. La única variedad de  esta especie se llama var. sulphurea  y está muy extendida, se encontró en elevaciones de 600 a 2300 metros, la otra variedad de hojas se llama var. crassifolia  y sólo se encuentra en Sabah en elevaciones de 2100 a 2700 metros.

## Distribución y hábitat
Se encuentra en la Península de Malasia, Borneo, Sumatra, Java y Filipinas, en las colinas, en la parte inferior entre el musgo montano, en los bosque de castaños y arbustos subalpinos en elevaciones de 600 a 2700 metros de altitud.  

## Taxonomía
Chelonistele sulphurea fue descrita por (Blume) Pfitzer  y publicado en Das Pflanzenreich 137. 1907.
Sinonimia
- Chelonanthera sulphurea Blume
- Chelonistele cuneata (J.J.Sm.) Carr
- Chelonistele kutaiensis (J.J.Sm.) Carr
- Chelonistele perakensis (Rolfe) Ridl.
- Chelonistele pinniloba (J.J.Sm.) Carr
- Chelonistele pusilla (Ridl.) Ridl.
- Coelogyne beyrodtiana Schltr.
- Coelogyne croockewitii Teijsm. & Binn.
- Coelogyne cuneata J.J.Sm.
- Coelogyne decipiens Sander
- Coelogyne kutaiensis J.J.Sm.
- Coelogyne perakensis Rolfe
- Coelogyne pinniloba J.J.Sm.
- Coelogyne pusilla Ridl.
- Coelogyne ramosii Ames
- Coelogyne sulphurea (Blume) Rchb.f.
- Pholidota pusilla (Ridl.) Kraenzl.
- Pleione croockewitii (Teijsm. & Binn.) Kuntze
- Pleione sulfurea (Blume) Kuntze[1][3][4]

var. crassifolia (Carr) de Vogel
- Chelonistele crassifolia Carr
- Coelogyne crassifolia (Carr) Masam.